# ألفرد إي. مونتجومري
ألفرد إي. مونتجومري (بالإنجليزية: Alfred E. Montgomery)‏ هو ضابط أمريكي، ولد في 12 يونيو 1891 في أوماها في الولايات المتحدة، وتوفي في 15 ديسمبر 1961 في بريميرتون في الولايات المتحدة.